# 17 Cygni
Désignations
17 Cyg AB : HR 7534, HIP 97295, GJ 767.1, GJ 9670, WDS J19464 +3344AB

- 17 Cyg A : HD 187013, BD+33°3587, LTT 15774, SAO 68827[6]
- 17 Cyg B : HD 225732, BD+33°3589, LTT 15775, NSV 12398, SAO 68830[11]

17 Cygni (en abrégé 17 Cyg) est un système d'étoiles quadruple de la constellation boréale du Cygne. Il est visible à l'œil nu avec une magnitude apparente de 5,00. Le système présente une parallaxe annuelle de 47,7 mas mesurée par le satellite Gaia, ce qui permet d'en déduire qu'il est situé à ∼ 68,5 a.l. (∼ 21 pc) de la Terre. Il possède un mouvement propre relativement élevé, traversant la sphère céleste à un rythme de 0,451 seconde d'arc/an.

## Description
Le système comprend deux binaires visuelles qui ont toutes deux été séparées pour la première fois par John Herschel dans les années 1820. Les composantes désignées 17 Cyg A et B forment la paire la plus brillante, car comprenant l'étoile visible à l'œil nu 17 Cyg A, et la plus largement séparée, avec une distance angulaire de 26,00 secondes d'arc. Leur période orbitale est estimée à 6 200 ans. À 791,4 secondes d'arc de cette première paire est située la seconde, ce qui, considérant la distance du système, correspond à une séparation projetée de 16 320 ua. Ses étoiles, désignées 17 Cyg F et G, sont plus rapprochées, avec une distance angulaire de 2,6 secondes d'arc et une période orbitale de 238 ans. Ces deux binaires forment un système hiérarchique avec une période orbitale estimée à au moins 3,7 millions d'années. Le CCDM liste quatre autres compagnons, mais ils ne semblent pas être physiquement associés au système.

## Propriétés
L'étoile primaire, 17 Cyg A, est classée comme une étoile jaune-blanc de la séquence principale de type spectral F7 V, ce qui indique qu'elle fusionne l'hydrogène de son noyau en hélium comme le Soleil. Elle est 1,24 fois plus massive que le Soleil et son rayon est 1,54 fois plus grand que le rayon solaire. L'étoile est âgée autour de 2,8 milliards d'années et elle est 3,66 fois plus lumineuse que le Soleil. Sa température de surface est de 6 455 K. Les trois autres étoiles du système apparaissent être des naines orange.